# Casa Pous Campà
La Casa Pous Campà és una obra de Ripoll protegida com a Bé Cultural d'Interès Local.

## Descripció
Façana entre mitgeres d'un immoble format per planta baixa, cinc plantes i altell. En tots els pisos les obertures són balcons. Els brancals i les llindes de les obertures del primer al quart pis són de pedra picada; les pedres del primer i tercer pis tenen decoracions geomètriques, que podria fer pensar que en refer-se es van aprofitar d'un altre edifici. A mà esquerra dels balcons hi ha unes petites obertures emmarcades amb pedra picada. Originàriament, l'edifici era només de quatre plantes; l'últim pis i l'altell són d'un període posterior a la resta de la casa. A la planta baixa hi ha la porta d'accés a l'immoble i un local comercial.